# Domenico Amici

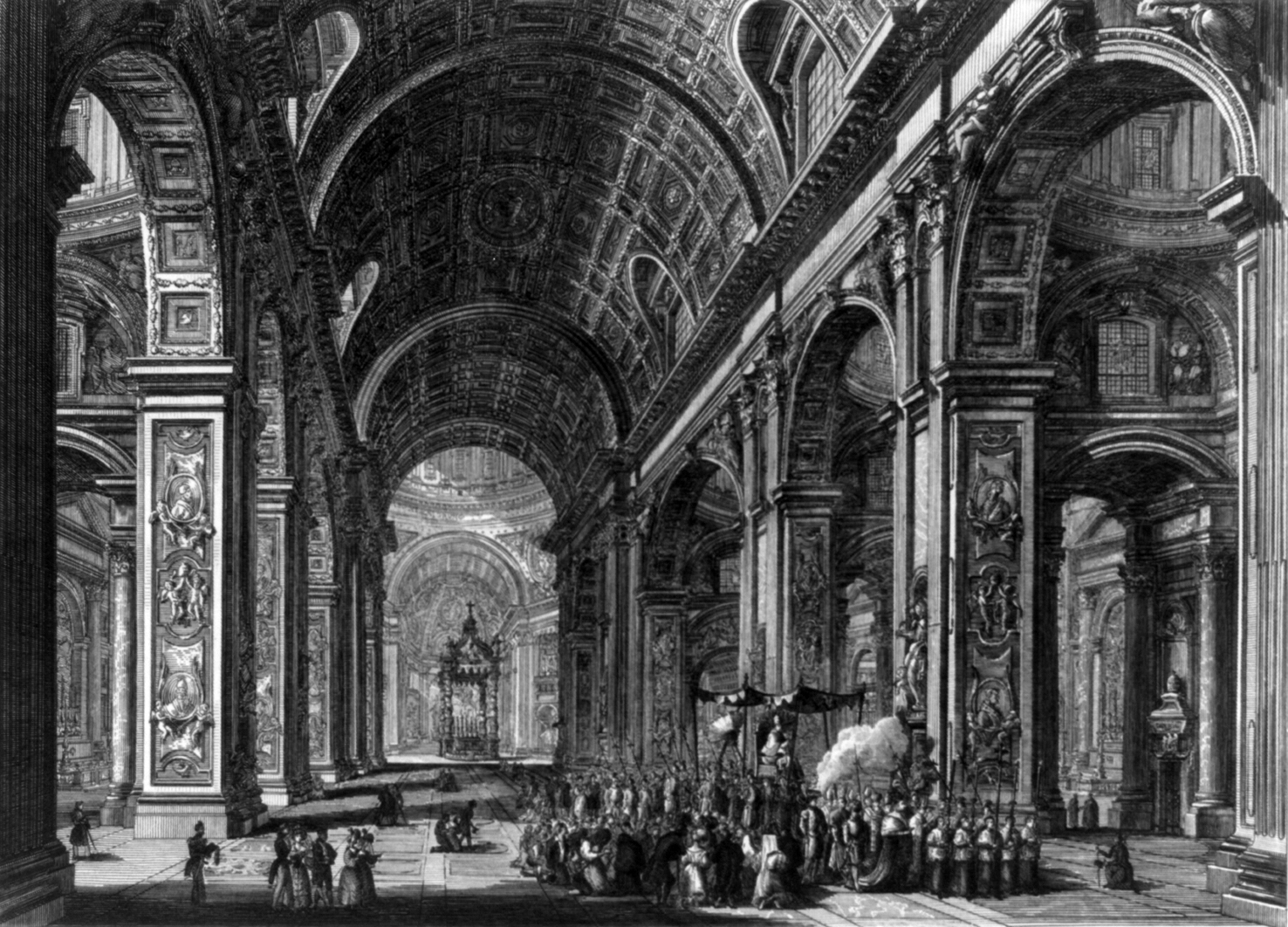
Innenraum des Petersdom (1835).

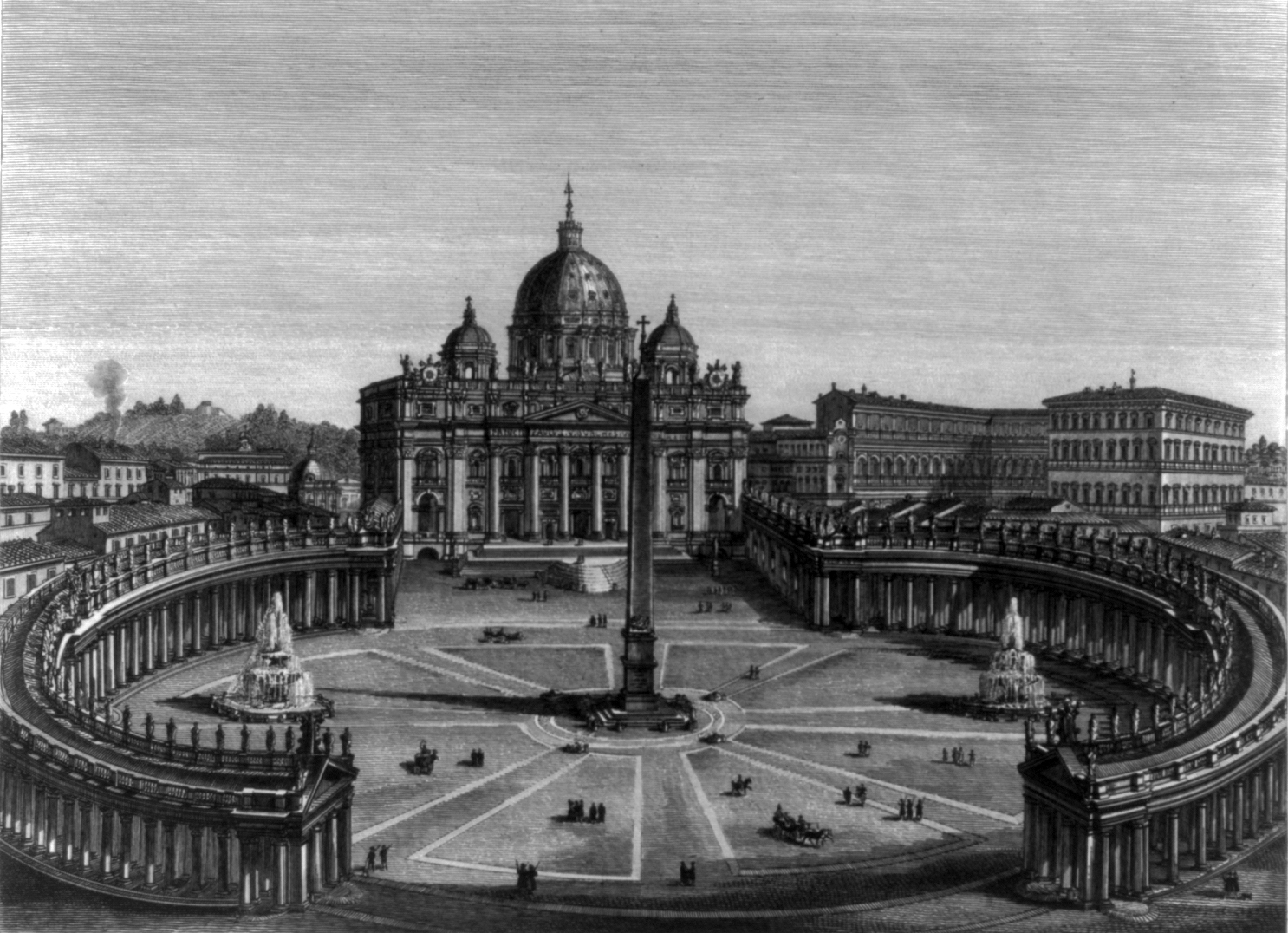
Petersplatz (1835).

Domenico Amici (* 1808 in Rom, † unbekannt) war ein italienischer Künstler.

## Leben
Amici, der sich selbst auf dem Titelbild eines seiner Werke ausdrücklich als „Römer“ bezeichnete, „stach und radierte hauptsächlich landschaftliche und architektonische Veduten von Rom“ und seiner Umgebung. Neben Kirchen stellte er vor allem antike Überreste dar. Ein Großteil seiner Bilder ist in die Jahre 1833/34 und 1837 zu datieren. Eine weitere Bildersierie, die die Belagerung Roms zeigt, stammt aus dem Jahr 1849. Seine Bilder stellte er entweder nach den Bildern des deutschen Malers Carl Werner oder nach originalen Ansichten her. Seine Bilder waren in erster Linie für den Verkauf, vor allem an frühe Touristen gedacht.